# Lianna de la Caridad Montero Herrera
Lianna de la Caridad Montero Herrera (1998. január 21. –) kubai női szabadfogású birkózó. A 2018-as birkózó-világbajnokságon bronzérmet nyert 55 kg-os súlycsoportban. Egyszeres ezüstérmes és egyszeres bronzérmes birkózó a Pánamerikai Bajnokságon 57, illetve 53 kg-os súlycsoportban. 2018-ban a Közép-Amerikai és Karibi Játékokon aranyérmet nyert 57 kg-ban.

## Sportpályafutása
A 2018-as birkózó-világbajnokságon az 55 kg-osok bronzmérkőzése során az amerikai Jacarra Gwenisha Winchester volt ellenfele, akit 5–4-re  megvert.